# Île Longue (Nouvelle-Calédonie)
L’île Longue est un îlot de Nouvelle-Calédonie appartenant administrativement à Fayaoué.